# Герб Латвии
Герб Ла́твии (латыш. Latvijas valsts ģerbonis) — официальный государственный символ Латвийской Республики.

## Описание
Различают три разновидности государственного герба: Большой, Дополненный малый и Малый.
В центральной части Большого государственного герба Латвийской Республики находится пересечённый и полурассечённый на лазурь, серебро и червлень геральдический щит. В верхнем лазоревом поле щита изображено восходящее золотое солнце с расходящимися лучами. Ниже, в серебряном поле, помещён смотрящий влево красный лев, а в красном поле — смотрящий вправо серебряный грифон с золотым языком, держащий в правой лапе серебряный меч. Над щитом дугообразно расположены три пятиконечные золотые звезды. Щит поддерживают вздыбленные красный лев с золотым языком и серебряный грифон с золотым языком, стоящие на основании из двух зелёных дубовых ветвей, обвитых красно-серебряно-красной лентой в соотношении цветов государственного флага Латвии.
Восходящее солнце в верхней части геральдического щита герба символизирует основанное в 1918 году Латвийское государство, три золотые звезды над щитом государственного герба обозначают исторические области Латвии: Курземе (вместе с Земгалией), Видземе и Латгалию. В гербе Латвийской Республики присутствуют старинные геральдические символы, известные уже несколько столетий. Так, Курземе и Земгалию (Семигалию) представляет красный лев из герба герцогства Курляндского и Семигальского, Видземе и Латгалию — серебряный грифон (или гриф) — сказочный крылатый зверь с телом льва и головой орла, изображение которого известно по гербам Задвинского герцогства, Шведской Ливонии и Лифляндской губернии Российской империи.
Малый государственный герб представляет собой щит Большого государственного герба, над которым полукругом расположены три золотые звезды.
Дополненный малый государственный герб состоит из Малого государственного герба, который окружают две зелёные дубовые ветви, перекрещивающиеся под щитом.

## Использование
Использование герба Латвии регламентировано законом «О государственном гербе Латвии».
- Большой герб используется президентом Латвии, парламентом (Сеймом), премьер-министром, Кабинетом министров, министерствами, Конституционным судом, Верховным судом, Генеральной прокуратурой, Центральной избирательной комиссией, Банком Латвии и рядом других учреждений, а также дипломатическими и консульскими представительствами Латвии.

Большой государственный герб помещается на дипломах, свидетельствах и аттестатах государственного образца, подтверждающих получение образования, квалификации или научной степени, а также используется в документах, удостоверяющих личность, и свидетельствах о регистрации актов гражданского состояния.
- Дополненный малый герб используется учреждениями, находящимися в ведении Кабинета министров или министерств, судами, органами прокуратуры, избирательными комиссиями и др.

- Малый герб может использоваться всеми остальными государственными учреждениями, органами местного самоуправления, не имеющими собственного утверждённого герба, учреждениями муниципалитетов (самоуправлений) и др.[1]

## История
Первом символом Латвийской Республики стала эмблема, утверждённая Народным советом Латвии в декабре 1918 года (её автором являлся Буркард Дзенис). На ней в красном поле помещались стилизованное восходящее солнце с семнадцатью (позднее — с девятнадцатью) лучами, буква «L» (в центре солнца), три пятиконечных звезды и лента цветов латвийского флага. Количество солнечных лучей соответствовало числу уездов Латвии, а три звезды символизировали объединение в создаваемом латвийском государстве территорий трёх губерний бывшей Российской империи: Курляндской, Лифляндской и части Витебской (так называемой Латгалии или Инфлянтии). В основу эмблемы легла символика, использовавшаяся ещё в годы Первой мировой войны в частях латышских стрелков на их знамёнах и нагрудных знаках (лучистое солнце), а также эскиз проекта герба автономной Латвии художника Ансиса Цирулиса, созданный в 1917 году. Данная эмблема использовалась до 1921 года.
В 1920 году Учредительное собрание Латвийской Республики признало необходимым разработать новый национальный герб, поскольку существовавшая эмблема с «мотивом солнца» не соответствовала геральдическим правилам. По итогам двух объявленных конкурсов лучшим признали проект герба Латвии, созданный молодым графиком Вильгельмом Круминьшем и доработанный профессором Рихардом Зариньшем. Он объединил в себе как символы латвийской государственности (три звезды, восходящее солнце), так и элементы старинных гербов исторических областей страны (фигуры льва и грифона с мечом). 15 июня 1921 года этот проект был утверждён Учредительным собранием Латвии в качестве государственного герба. При этом «за» проголосовали 68 депутатов и 30 — воздержались. Такие неоднозначные итоги голосования обусловлены возражениями против использования «немецких» геральдических фигур на гербе нового государства, прозвучавшие как в стенах Учредительного собрания, так и в латвийском обществе.
Даже после утверждения герба некоторые известные латышские художники того времени (Теодор Залькалнс, Карлис Бренценс, Эдуард Бренценс, Гедерт Элиас) критиковали его за якобы «нелатышскую» символику. А в 1930 году высказывалось предложение об изменении государственного герба Латвии — на четырёхчастном геральдическом щите планировали поместить гербы четырёх исторических областей страны — Курземе, Земгале, Видземе и Латгалии.
В советское время герб Латвийской Республики был заменён гербом Латвийской ССР.
15 февраля 1990 года Верховный Совет Латвийской ССР принял решение об установлении в качестве герба Латвийской ССР государственного герба Латвийской Республики образца 1921 года. Рисунки восстановленного герба по довоенным образцам к заседанию Верховного Совета выполнил художник Юрис Ивановс.
В настоящее время в Латвийской Республике все вопросы, связанные с государственным гербом, регулируются законом «О государственном гербе Латвии», принятом Сеймом Латвии 19 февраля 1998 года.

## Исторические гербы
|  | Герб Задвинского герцогства | Герб Задвинского (Ливонского) герцогства, известного также как Инфлянты, представлял собой изображение серебряного грифона с мечом в червлёном поле. На груди грифона помещалась монограмма польского короля Сигизмунда II Августа. |
|  | Герб Шведской Ливонии | В Шведской Ливонии (Лифляндии) в качестве герба сохранился серебряный грифон с мечом. |
|  | Герб Герцогства Курляндского и Семигальского при Кетлерах                                                                             | Герб герцогства Курляндии и Семигалии с 1565 года имел четверочастное деление: в первой и четвёртой частях помещался герб Курляндии — красный лев в серебряном поле, во второй и третьей — герб Семигалии — олень с герцогской короной на голове в лазуревом поле. В центре герба находился щиток с родовым гербом герцога. |
|  | Герб Герцогства Курляндского и Семигальского при Петре Бироне                                                                         | |
|  | Герб Курляндской губернии Российской империи                                                                                          | «Щит четверочастный. В первой и четвёртой частях герб Курляндский: в серебряном поле червлёный лев в червлёной же короне. Во второй и третьей частях герб Семигальский: в лазуревом поле выходящий серебряный олень, с шестью на рогах отростками, увенчанный Герцогскою короною. Щит увенчан Императорскою короною и окружён золотыми дубовыми листьями, соединёнными Андреевскою лентою». |
|  | Герб Лифляндской губернии Российской империи                                                                                          | «В червлёном поле серебряный гриф с золотым мечом, на груди, под Императорской короною, червлёный вензель: ПВ ИВ (Пётр Второй, Император Всероссийский). Щит увенчан Императорской короною и окружён золотыми дубовыми листьями, соединёнными Андреевскою лентою». |
|  | Герб Социалистической Советской Республики Латвии (1919—1920 годы)                                                                    | «Герб Социалистической Советской Республики Латвии состоит из красной звезды, на которой в середине изображены — коса и молот, окружённые зубчатым колесом. Вокруг надпись: Социалистическая Советская Республика Латвия и „Пролетарии всех стран, соединяйтесь!“» (статья 31 Конституции Социалистической Советской Республики Латвии 1919 года) |
|  | Эмблема Латвийской Республики, использовавшаяся в 1918—1921 годах, в центре оборотной стороны купюры в 10 латвийских рублей           | |
|  | Герб Латвийской ССР в составе СССР (изображение герба согласно Положению о государственном гербе Латвийской ССР в редакции 1979 года) | «Государственный герб Латвийской Советской Социалистической Республики представляет собой изображение серпа и молота в лучах восходящего солнца и в обрамлении колосьев; в верхней части герба — пятиконечная звезда; в нижней части — море и на ленте, обвивающей колосья, надписи: на латышском языке — в центре — „Latvijas PSR“ и по бокам — „Visu zemju proletārieši, savienojieties!“ и на русском языке — „Пролетарии всех стран, соединяйтесь!“» (статья 168 Конституции Латвийской ССР 1978 года) |

## Комментарии
1. ↑  В некоторых версиях герба герцогства Курляндии и Семигалии вместо оленей изображались лоси.